# DJ Rudy
DJ Rudy (Rudy Van Herck) is een Belgische diskjockey die in 1979 een zomerhit had met 'The New Hucklebuck'.

## Discografie
- The New Hucklebuck (1978)
- Good Old Locomotion (1978)

| Single met hitnotering(en) in de Vlaamse Ultratop 50 | Datum van verschijnen | Datum van binnenkomst | Hoogste positie | Aantal weken | Opmerkingen |
| ---------------------------------------------------- | --------------------- | --------------------- | --------------- | ------------ | ----------- |
| The New Hucklebuck                                   | 28-07-1979            | 22-09-1979            | 15              | 9            |             |